# (10319) Toshiharu
(10319) Toshiharu est un astéroïde de la ceinture principale.

## Description
(10319) Toshiharu est un astéroïde de la ceinture principale. Il fut découvert le 11 octobre 1990 à Kitami par Atsushi Takahashi et Kazuro Watanabe. Il présente une orbite caractérisée par un demi-grand axe de 2,28 UA, une excentricité de 0,14 et une inclinaison de 7,8° par rapport à l'écliptique.

## Compléments